# Фолксваген Тип 1
Volkswagen Käfer ([ˈkɛːfɐ]; Käfer в превод от немски е „бръмбар“), наричан в България костенурка, е лек автомобил, произвеждан в немската автомобилна компания Volkswagen AG от 1946 до 2003 г. Представлява най-масово произвежданият автомобил в света, без да е преработвана основната му конструкция. Общо са изработени 21 529 464 автомобила.

## История
По спомените на секретарката на Адолф Хитлер Криста Шрьодер, за създаването на автомобил, достъпен за всеки съотечественик, приличащ на майски бръмбар, който би струвал 990 марки и да е предвиден за четири човека, Хитлер се е замислял още когато е бил в Ландсбергския затвор през 1924 г. През 1934 г. на Фердинанд Порше и фирмата му Porsche е възложено с договор създаването на евтин народен автомобил. През 1938 г. започва и строителство на завод за производството му. До началото на Втората световна война обаче производството не успява да започне. След края на войната заводът попада в Британската окупационна зона и още през декември 1945 г. са произведени 55 автомобила. Серийното производство започва през следващата година. Отначало автомобилите се разпространяват между военните, но през 1949 г. започват да се продават на цивилни лица. В Германия моделът се произвежда до 1970-те години, а след това продължава да се произвежда в Латинска Америка, като последният автомобил в Мексико е произведен през 2003 г.

## Конструкция

### Корпус
Основата на автомобила е носещо дъно, в задната част на което е монтиран двигателят, обединен с предавателната кутия. Вътре в централната греда се намират всички задвижвания и кабели, необходими за управлението на двигателя, скоростната кутия и спирачките, както и тръбопровода за бензина. Заварената от метални щамповани детайли каросерия на автомобила се монтира отгоре и се завива към основата като допълнително укрепва здравината на конструкцията.
В купето отпред са разположени две отделни седалки, а отзад една цяла, зад която се намира багажник от 115 до 140 литра. Основният багажник се намира отпред и първоначално има обем 85 литра. През 1959 г. с промяна в резервоара този багажник се увеличава до 140 литра. Благодарение на новото предно окачване по-късно резервното колело се разполага хоризонтално и обемът на багажника става 260 литра.

### Двигател
На задната ос на автомобила се разполага четирицилиндров бензинов боксерен двигател, при който двойките цилиндри са разположени един срещу друг. Всеки цилиндър е изпълнен отделно, от алуминиева сплав с чугунена гилза вътре и има оребряване за по-добре охлаждане. Двойка цилиндри се закриват с обща глава, в която се разполагат клапаните и кобилиците, които се задвижват от избутвачи, задвижвани от своя страна от разпределителен вал, намиращ се в картера. Отвън цилиндрите са закрити с кожух с вентилатор за охлаждането на двигателя.
Захранването с гориво се извършва с помощта на карбуратор, а самото гориво идва от разположен в предната част на автомобила резервоар. От 1975 г. на някои модели започва да се монтира електронна система за впръскване на горивото и катализатор.